# Rahms

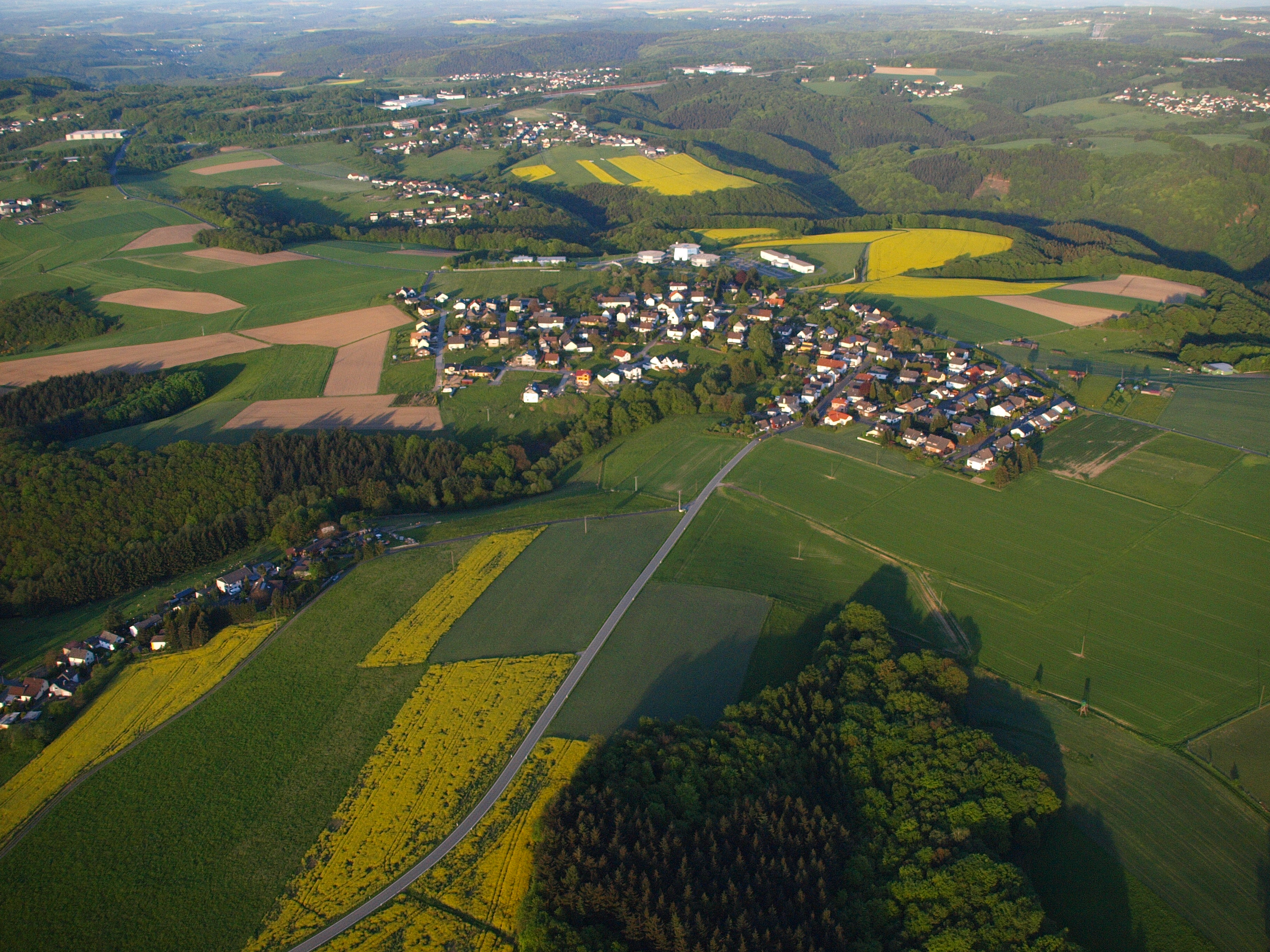
Rahms während der Rapsblüte

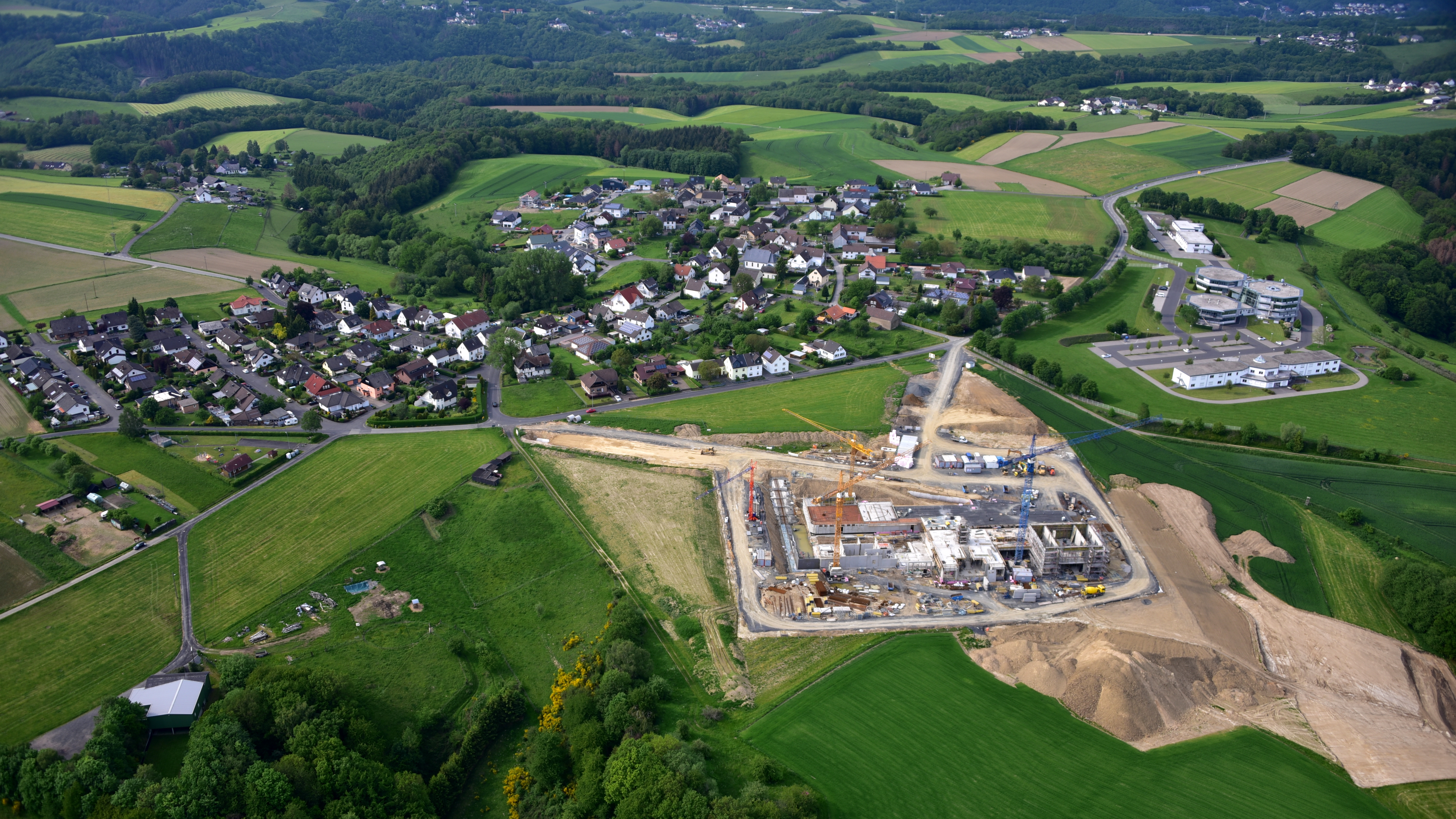
Rahms mit der Erweiterung des Gewerbegebietes, Luftaufnahme (2019)

Rahms ist ein Ortsteil der Ortsgemeinde Neustadt (Wied) im Landkreis Neuwied im nördlichen Rheinland-Pfalz. Bis 1968 war Rahms eine eigenständige Gemeinde, zu der neun weitere Ortschaften gehörten.

## Geographie
Das Dorf liegt im Naturpark Rhein-Westerwald etwa vier Kilometer südwestlich des Hauptortes Neustadt. Südlich des Ortes liegen die Gemarkungsgrenzen zu den Ortsgemeinden Roßbach und Breitscheid. Rahms ist über die Kreisstraße 78 mit den Neustadter Ortsteilen Strauscheid und Jungfernhof sowie der Bundesautobahn 3 und über die Kreisstraße 79 mit dem Ortsteil Weißenfels verbunden.

## Geschichte

### Honnschaft Rahms
Landesherrlich gehörte Rahms früher zum Kurfürstentum Köln. Der Ort war namensgebend für die „Honnschaft Rahms“, die zum Kirchspiel Neustadt gehörte und der Verwaltung des Mitte des 13. Jahrhunderts entstandenen kurkölnischen Amtes Altenwied unterstand. Zur Honnschaft gehörten 1670 die Orte Ammerich, Gerhardshahn, Jungfernwiese, Niederhoppen, Oberhoppen, Paffhausen, Rahms, Scharenberg, Schutzeichel, Strauscheid und Weißenfels sowie die reichsritterschaftliche Panau.
Auf Anordnung des Kurfürsten Maximilian Heinrich wurde im Jahr 1660 eine Bestandsaufnahme der Ansiedlungen in allen Honnschaften im Amt Altenwied durchgeführt. Hierbei wurden für die Honnschaft Bertenau genannt:
Je ein Hof bestand zu Scharenberg, zu Schutzeichel (untergegangener Hof Schützeichel bei Jungfernhof), zu Paffhausen, zu Panau und zu Hintergertzen, ferner in Niederhoppen und in Mittelhoppenau. In Gertzhahn (Gerhardshahn) gab es zwei Höfe, davon gehörte einer dem Erzstift. In Weißenfels befanden sich vier Höfe, in Strauscheid bestanden fünf, von denen einer dem Erzstift gehörte, und sechs gab es in Rambs (Rahms). Drei Höfe sind vermerkt für Amberg (Ammerich) und Oberhoppen.

### Gemeinde Rahms
Die Herrschaft Kurkölns endete 1803 nach über 500 Jahren mit dem Reichsdeputationshauptschluss. Das kurkölnische Gebiet in dieser Region wurde zunächst dem Fürstentum Wied-Runkel zugeordnet und kam 1806 aufgrund der Rheinbundakte zum Herzogtum Nassau. Die Honnschaft Rahms unterstand anschließend der Verwaltung des nassauischen Amtes Altenwied. Nach den auf dem Wiener Kongress geschlossenen Verträgen wurde das Gebiet 1815 an das Königreich Preußen abgetreten.
Rahms wurde eine Gemeinde im damals neu gebildeten Kreis Neuwied im Regierungsbezirk Koblenz und von der Bürgermeisterei Neustadt verwaltet. Nach einer Volkszählung aus dem Jahr 1885 hatte die Gemeinde Rahms mit ihren zehn Ortsteilen 556 Einwohner, die in 109 Wohngebäuden lebten. Zur Gemeinde Rahms gehörten die Ortschaften Ammerich, Gerhardshahn, Niederhoppen, Oberhoppen, Paffhausen, Panau, Rahms, Scharenberg, Strauscheid und  Weißenfels.
Aufgrund der Mitte der 1960er Jahre begonnenen rheinland-pfälzischen Verwaltungs- und Gebietsreform wurde die Gemeinde Rahms mit zuletzt 999 Einwohnern zum 1. Januar 1969 aufgelöst. Aus ihr wurde zusammen mit den ebenfalls aufgelösten Gemeinden Bühlingen (915 Einwohner), Elsaffthal (802 Einwohner) und Neustadt (2.090 Einwohner) die heutige Ortsgemeinde Neustadt (Wied) neu gebildet.

## Persönlichkeiten
- Rudolf Schützeichel (1927–2016), deutscher germanistischer Mediävist
- Heribert Schützeichel (1933–2015), deutscher römisch-katholischer Geistlicher und Theologe